# 照國神社
31°35′41.3″N 130°33′0.3″E / 31.594806°N 130.550083°E
照國神社（てるくにじんじゃ）是一座位于鹿兒島縣鹿兒島市照國町的神社，其舊社格是別格官幣社，現在則屬於神社本廳的別表神社。

## 由來

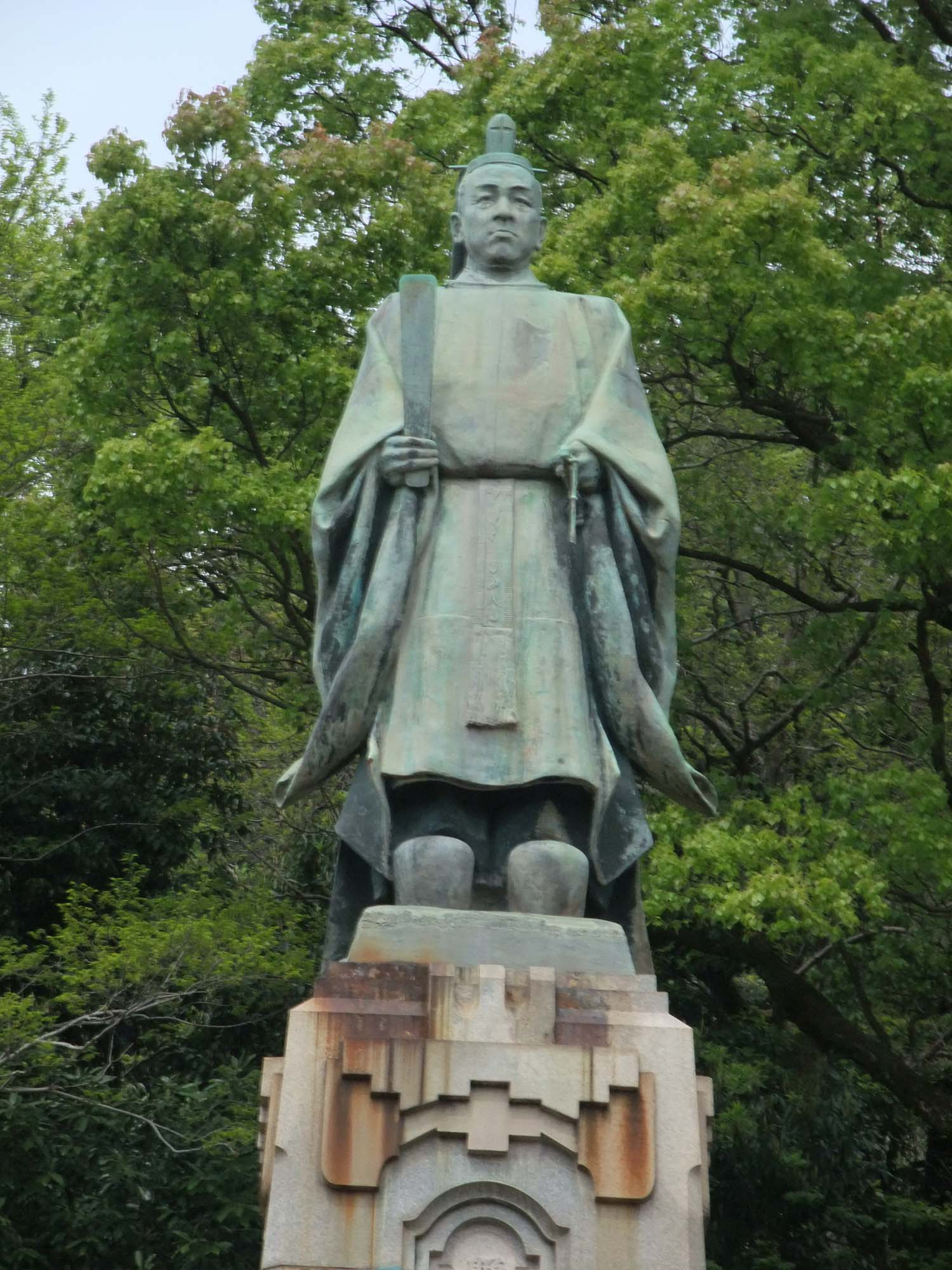
神社內的島津齊彬銅像

鹿兒島縣在江戶時代屬於薩摩藩的領地，在德川幕府建立之前就一直受當地大名島津氏統治。1858年7月（安政5年）島津家第28代當主島津齊彬急病去世，享年50歲。
1863年（文久3年），天皇勅命授予島津齊彬「照國大明神」之神號，並准許在鹿兒島市的東照宮旧址建造照國神社。1873年（明治6年）獲指定社格為縣社，到了1882年（明治15年）又被升為別格官幣社，這些舉動的原因主要是考慮到島津齊彬和薩摩藩在明治維新的過程裡曾經作出過不少的貢獻。
在神社的範圍內樹立了島津齊彬的銅像，此外還有他的繼承人島津忠義的銅像。照國神社在鹿兒島擁有著最多的善信，每年元旦的參拜人數都是縣內眾神社之冠。

## 祭神
其主神為照国大明神（薩摩藩主島津齊彬）。

## 祭典
- 舊曆6月16日：六月燈祭

## 外部連結
- 照國神社 （页面存档备份，存于）